# Kanelspett
Kanelspett (Celeus loricatus) är en fågel i familjen hackspettar inom ordningen hackspettartade fåglar.

## Utseende och läte
Kanelspetten är en av flera mestadels roströda hackspettar med huvudtofs. Denna art utmärker sig med svartfjällig smutsvit buk och enfärgat rostrött på huvud och rygg. Könen liknar varandra, men hanen har ett rött mustaschstreck, Lätet består av serier med flämtande fallande visslingar, likt flera andra arter i släktet.

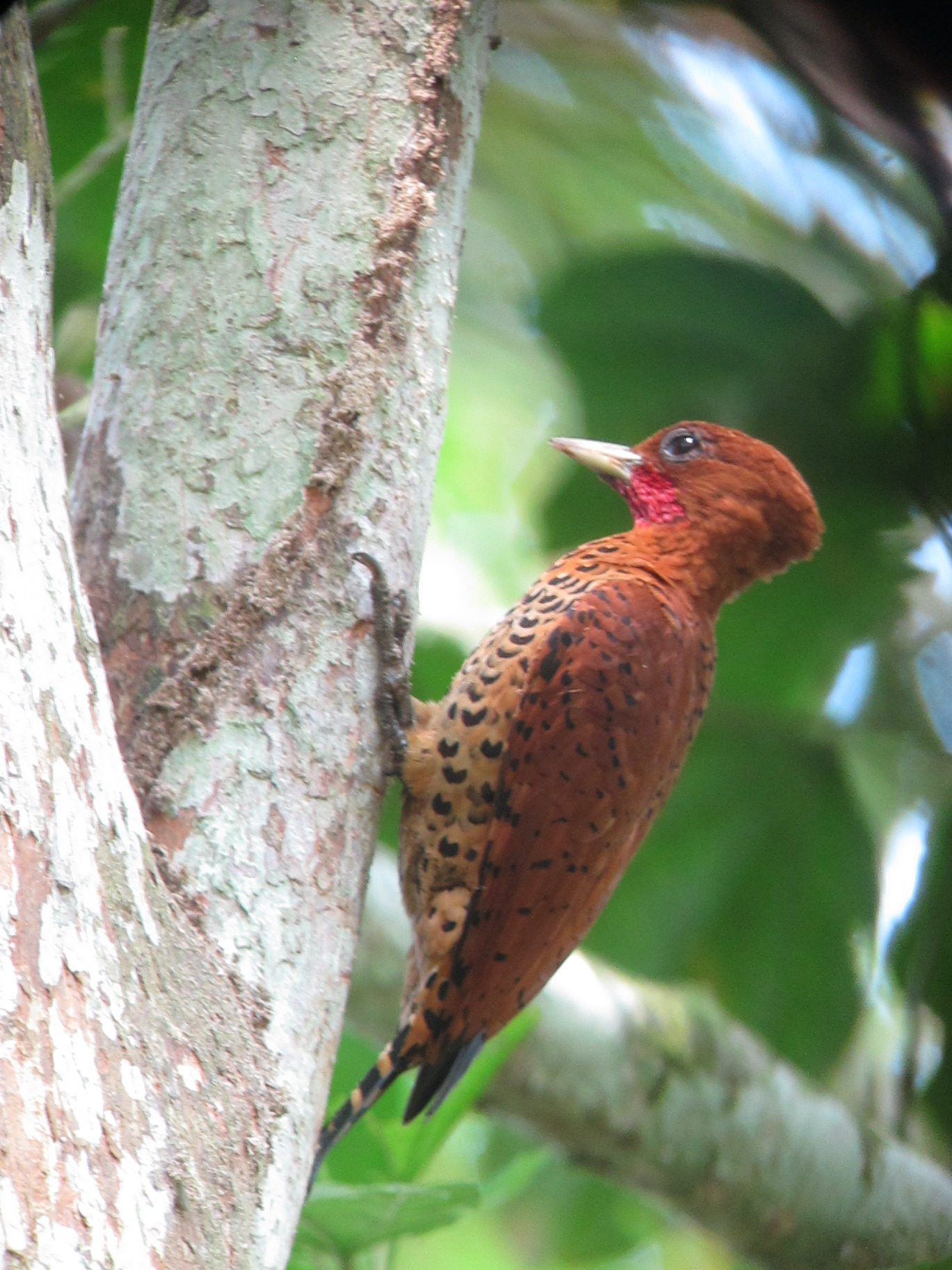

## Utbredning och systematik
Kanelspett delas in i fyra underarter med följande utbredning:
- Celeus loricatus diversus – regnskog från östra Nicaragua till västra Panama
- Celeus loricatus mentalis – Panama och nordvästligaste Colombia
- Celeus loricatus loricatus – västra Colombia till sydvästra Ecuador (Guayas)
- Celeus loricatus innotatus – norra Colombia

## Levnadssätt
Kanelspetten är huvudsakligen en skogsfågel. Den ses enstaka eller i par, vanligen i skogens mellersta skikt eller i trädtopparna.

## Status och hot
Arten har ett stort utbredningsområde, men tros minska i antal, dock inte tillräckligt kraftigt för att den ska betraktas som hotad. Internationella naturvårdsunionen IUCN listar arten som livskraftig (LC). Beståndet uppskattas till i storleksordningen 50 000 till en halv miljon vuxna individer.